# Hajdu Lajos (jogtudós)
Hajdu Lajos (Szekszárd, 1926. március 17. – Budapest, 1992. január 8.) magyar jogtudós, egyetemi tanár, az állam- és jogtudományok kandidátusa (1968), doktora (1977).

## Életpályája
Szülei, Hett Lajos és Deli Erzsébet mezőgazdasági napszámosok voltak. 1944-ben tett érettségit a szekszárdi Garay János Gimnáziumban. A második világháború alatt írnok, majd levente munkaszolgálatos volt. 1945-ben amerikai hadifogságba esett, ausztriai hadikórházakban és hadifogolytáborokban tartózkodott. 
1946-ban tért haza. Ebben az évben a Nemzeti Parasztpárt szekszárdi, majd Tolna megyei titkára és a városi, illetve a megyei nemzeti bizottság tagja lett. 1946 és 1948 között a budapesti Pázmány Péter Tudományegyetem bölcsészkarára járt, de csak 1960-ban doktorált az ELTE Állam- és Jogtudományi Karán. A Györffy István Népi Kollégium tagjaként és a Bölcsészhallgatók Egyesülete (BHE) főtitkáraként jelentős szerepet játszott a Magyar Egyetemi és Főiskolai Egyesületek Szövetsége (MEFESZ) megalakításában (1946 és 1947 között), a Magyar Ifjúsági Népi Szövetség (MINSZ) Petőfi Sándor ifjúsági brigádjának vezetője, illetve 1947 és 1949 között az Egységes Parasztifjúság Országos Szövetsége (EPOSZ) osztályvezetője volt. 
1949 és 1957 között a Magyar Néphadseregben szolgált. 1957-ben alezredesként szerelt le. Ezt követően 1957 és 1958 között az Iskolai Felszereléseket Értékesítő Vállalat (IFÉRT) előadója, majd 1958 és 1961 között a Hazafias Népfront Országos Tanácsa Titkárságának főelőadója, osztályvezető-helyettese volt.
Az ELTE Állam- és Jogtudományi Karán 1960-ban szerzett állam- és jogtudományi doktori oklevelet. 1961-től a budapesti ELTE Állam- és Jogtudományi Karán dolgozott. 1961 és 1968 között az Egyetemes Állam- és Jogtörténeti Tanszék egyetemi adjunktusa, 1968 és 1978 között egyetemi docense, végül 1978 és 1992 között egyetemi tanára volt.

## Tudományos fokozatai
Az állam- és jogtudományok kandidátusa (1968), doktora (1977).

## Kutatási területe
Egyetemes és magyar büntetőjog-történettel, valamint összehasonlító joggal foglalkozott. Jelentős eredményeket ért el az abszolút monarchiák, illetve a Habsburg Birodalom 17–18. századi büntetőjog-történetének kutatása során. vizsgálata terén ért el különösen jelentős eredményeket. Feldolgozta II. József közigazgatási és büntetőjogi reformjának téziseit. Kutatta a 18. századi rendeletalkotás folyamatát, valamint a felvilágosodás korának büntetőjogi és -eljárásjogi nézeteit. Kísérő tanulmánnyal kiadta hilibi Gál László Javallatát (1839), az első erdélyi magyar nyelvű büntetőtörvény-tervezetet.

## Írásaiból
- II. József és a magyar közigazgatás (Állam és Igazgatás, 1980)
- A közjó szolgálatában (A jozefinizmus igazgatási és jogi reformjairól). Nemzet és emlékezet. 1983. [3] ISBN 963 271 851 8
- Forradalmár vagy szerencselovag? Magvető, Budapest, 1984. 454 oldal ISBN 963 140 217 7